# 아쿠아맨과 로스트 킹덤
《아쿠아맨과 로스트 킹덤》(영어: Aquaman and the Lost Kingdom)은 2023년 개봉한 미국의 슈퍼히어로 영화이다. 제임스 완이 감독을 맡았으며, 2018년 영화 《아쿠아맨》의 후속 작품이다.

## 줄거리
아쿠아맨이 아틀란티스의 왕이 된 지 4년 후, 아서 커리는 메라와 결혼하여 아들 아서 주니어를 낳고 육지와 바다를 오가며 생활한다. 한편, 블랙 만타는 아버지의 죽음에 대한 복수를 계속 갈망하며 해양 생물학자 스티븐 신과 함께 아틀란티스 유물을 찾는다. 신이 남극에서 우연히 동굴을 발견하자, 만타는 저주받은 검은 삼지창을 얻게 되고, 삼지창의 창조자는 그에게 아서와 아틀란티스를 파괴할 힘을 주겠다고 약속한다.
5개월 후, 만타는 아틀란티스에서 오리칼쿰을 훔쳐 고대 아틀란티스 기계를 가동하려 한다. 그 과정에서 메라가 부상을 입고, 아서는 오리칼쿰이 엄청난 양의 온실가스를 배출하여 지구 온도를 높이고 해양 산성화를 일으키며, 과거 고대 아틀란티스 왕국에서 사용했을 때 행성 멸종을 초래할 뻔했다는 것을 알게 된다. 만타의 은신처를 알아내기 위해 아서는 감옥에 갇힌 이복형제 옴을 탈옥시켜 해적들의 소굴인 선큰 시타델을 방문하고 만타의 행방을 찾는다.
정보를 얻은 둘은 남태평양의 화산섬으로 향하고, 그곳에서 오리칼쿰에 의해 돌연변이된 동식물과 만타의 부하들과 싸운다. 옴은 검은 삼지창을 만져보고 그 기원을 보게 된다. 삼지창은 아틀란 왕의 동생이자 사라진 왕국 네크루스의 통치자 코닥스가 만들었다는 것을 알게 된다. 코닥스는 왕위를 찬탈하려다 실패한 후 혈마법으로 감금되었고, 아틀란의 후손의 피가 있으면 코닥스를 해방시킬 수 있다는 것을 깨닫는다. 그들은 만타가 아서 주니어를 납치했다는 것을 알고, 신의 도움으로 코닥스의 감옥과 네크루스가 남극에 있다는 것을 알게 된다.
네크루스에서 아서는 만타와 싸우다 거의 죽을 뻔하지만, 메라가 도착해 그를 구한다. 만타는 메라에게 검은 삼지창을 던지지만 옴이 대신 맞아 삼지창에 깃든 코닥스의 영혼이 옴에게 옮겨간다. 옴은 아서와 싸우고 아서의 피를 이용하여 코닥스를 해방시킨다. 아서는 옴을 설득하여 형제에 대한 증오심을 버리게 하고, 옴은 코닥스와 검은 삼지창을 파괴한다. 코닥스의 마법이 사라지자 네크루스는 붕괴하기 시작하고 만타는 아서의 도움을 거부하며 균열 속으로 떨어진다. 아틀란티스인과 신은 안전하게 탈출하고, 옴은 숨어 지내는 조건으로 사망한 것으로 처리하기로 한다. 아서는 수중 왕국들과 지상 세계의 통합이 지구를 보호하는 데 필수적이라고 믿고, 유엔에서 아틀란티스의 존재를 발표하며 왕국을 회원국으로 만들겠다고 선언한다.

## 출연진
- 제이슨 모모아 - 아서 커리 / 아쿠아맨 역
- 앰버 허드 - 메라 역
- 윌럼 더포 - 누이디스 벌코 역
- 패트릭 윌슨 - 옴 메리어스 역
- 돌프 룬드그렌 - 네레우스 대왕 역
- 야히아 압둘마틴 2세 - 데이비드 케인 / 블랙 만타 역
- 테무에라 모리슨 - 톰 커리 역
- 니콜 키드먼 - 아틀라나 역
- 랜들 박 - 스티븐 신 박사 역
- 빈센트 리건 - 아틀란 역
- 자니 자오 - 스팅레이 역
- 인디아 무어 - 카숀 역
- 필루 아스베크 - 코닥스 왕 역